# Лихачов Іван Олексійович
Іван Олексійович Лихачов (15 червня 1896, село Озеренци Тульської губернії, тепер Тульської області, Російська Федерація — 24 червня 1956, місто Москва) — радянський державний діяч, один з організаторів радянської автомобільної промисловості. Директор Московського автомобільного заводу імені Сталіна (тепер Автомобільний завод ім. І. О. Лихачова). Член ЦВК СРСР 7-го скликання, депутат Верховної Ради СРСР 1—4-го скликань. Член ЦК ВКП(б) у 1939—1941 роках, кандидат у члени ЦК КПРС у 1956 році.

## Біографія
Народився в селянській родині. У 1908 році закінчив сільську школу і влаштувався учнем в мідницьку майстерню Путиловського заводу у Санкт-Петербурзі. У 1908—1915 роках — слюсар Путиловського заводу.
Під час Першої світової війни з 1915 по 1917 рік служив матросом на Балтійському флоті.
Член РСДРП(б) з червня 1917 року.
У жовтні 1917 року був одним з організаторів загонів Червоної Гвардії в Гельсінгфорсі. У 1917—1921 роках служив командиром у військових частинах Червоної армії, працював у ВЧК.
У 1921 році направлений на профспілкову роботу. У 1921—1926 роках — завідувач господарського відділу, завідувач відділу зв'язку Московської губернської ради профспілок. Одночасно навчався у Московській гірничій академії, потім у Ленінградському електромеханічному інституті, але ці навчальні заклади не закінчив.
У 1926 — лютому 1939 року — директор Московського автомобільного заводу (АМО) (потім Заводу імені Сталіна (ЗІС)). У 1929 і 1930 роках Лихачов відвідав автомобільні заводи Німеччини та США, де ознайомився з принципами сучасного виробництва автомобілів.
5 лютого 1939 — 2 жовтня 1940 року — народний комісар середнього машинобудування СРСР.
У жовтні 1940 — червні 1950 року — директор Московського автомобільного заводу імені Сталіна (ЗІС). У роки німецько-радянської війни завод перебував у евакуації, постачав армії зброю та вантажівки.
У червні 1950 — серпні 1953 року — директор Московського машинобудівного заводу Міністерства авіаційної промисловості СРСР.
26 серпня 1953 — 31 травня 1956 року — міністр автомобільного транспорту і шосейних доріг СРСР.
11 — 24 червня 1956 року — міністр автомобільного транспорту і шосейних доріг Російської РФСР.
Похований в Кремлівській стіні на Красній площі Москви.

## Пам'ять
У червні 1956 року постановою ЦК КПРС і РМ СРСР Московський автомобільний завод отримав його Івана Лихачова — ЗіЛ.

## Нагороди та премії
- п'ять орденів Леніна (11.05.1933, 15.06.1956)
- два ордени Трудового Червоного Прапора
- орден Вітчизняної війни I ступеня
- Сталінська премія ІІ ступеня (1949) — за розробку методу переведення потокового виробництва на випуск нової моделі автомашини без припинення випуску продукції